# Кручинін Сергій Миколайович
Сергій Миколайович Кручи́нін (нар. 21 квітня 1959, Запоріжжя) — український майстер ювелірного мистецтва, дизайнер, графік; член Миколаївської обласної організації Спілки художників України з 1994 року. Чоловік Тетяни Кручиніної.

## Біографія
Народився 21 квітня 1959 року в місті Запоріжжі (нині Україна). 1977 року закінчив Республіканську художню школу в Києві; у 1982 році — факультет інтер'єру та обладнання Харківського художньо-промислового інституту, здобув фах художника декоративного мистецтва.
Працював у Миколаєві: у 1985—1986 роках був художнім керівником проєкту зі створення художнього музею; у 1989—1992 роках обіймав посаду головного художника художнього комбінату. Мешкав у Миколаєві в будинку на вулиці Китобоїв, № 7, квартира № 85 та на проспекті Леніна, № 135.

## Творчість
Працює у галузях художнього оброблення металу, декоративного оформлення приміщень, станкової графіки і живопису. У ювелірній справі використовує дорогоцінне й напівдорогоцінне каміння, перли, перламутр, дорогоцінні метали та ювелірні сплави, бамбук, слонову та мамонтову кістку, ведмежі кігті тощо. Серед робіт:
- графічна серія «Душа Миколаєва» (1987—1989);
- ювелірні серії: «Маски ацтеків» (1995—2013), «Дихання Сходу» (2008—2011);
- намисто «Бірюзові сни Азії. Шовковий шлях» (2000), браслет із підвісками (2012).

Оформив виставку «Золото скіфів» (1997, Миколаївський художній музей), інтер'єр ресторану «Старе місто» у Запоріжжі (2012).
Бере участь у мистецьких виставках з 1982 року. Персональні виставки відбулися у Миколаєві у 1988, 1996, 2003 роках, Надимі у 1992 році, Лісабоні у 1993 році, Москві у 1995 році, Києві у 1995—1996 роках.
Роботи майстра зберігаються у Миколаївському художньому музеї, у приватних колекціях України, Росії, Німеччини, Португалії, США.